# Apocalipsis Z: El principio del fin
Apocalipsis Z: El principio del fin es una película española posapocalíptica de terror y acción dirigida por Carles Torrens y escrita por Ángel Agudo, basada en la novela homónima de Manel Loureiro. Está protagonizada por Francisco Ortiz, José María Yazpik, Berta Vázquez, Ana García Molero y María Salgueiro. Tuvo su estreno mundial en el Festival de Cine de Sitges el 4 de octubre de 2024 y el 31 de octubre de 2024 en Prime Video. 

## Trama
En noviembre de 2024, una extraña enfermedad similar a la rabia comienza a aparecer y esparcirse de manera silenciosa a través del mundo, transformando a la gente en criaturas extremadamente agresivas, confundiendo a los gobiernos de diferentes países, quienes rápidamente controlan los brotes de esta enfermedad durante cinco meses.
En España, Manel, un abogado y dueño de una empresa de energía solar, lleva tiempo viviendo su propio apocalipsis. Aún no logra superar la pérdida de su esposa en un accidente automovilístico ocurrido a inicios del año pasado, y desde entonces lleva deprimido y aislado de su familia, junto con Lúculo, su gato, como única compañía. Cuando la enfermedad reaparece y cobra aún más fuerza, su hermana Belén le insiste en que deje Vigo y se reúna con ella en Canarias, pero el plan fracasa. Manel tiene que parapetarse en su casa, recurriendo a su ingenio y habilidades para sobrevivir. Sin embargo, él y Lúculo pronto se ven empujados a salir, y se irán encontrando, por tierra y por mar, con compañeros de viaje improbables pero esenciales.

## Reparto
- Francisco Ortiz como Manel
- Marta Poveda como Belén
- José María Yazpik como Pritchenko
- Berta Vázquez como Lucía
- María Salgueiro como Sor Cecilia
- Iria del Río como Julia
- Amalia Gómez como Gabriela
- Oriol Ruiz como Mario
- Yuri Mikhaylychenko como Ushakov
- Ana García Molero como Iría

## Producción
El 25 de marzo de 2023, durante el evento de Prime Video Presents España en el cual la plataforma presentó sus entonces futuras producciones españolas, Amazon Prime Video anunció la película de zombis Apocalipsis Z: El principio del fin, basada en la novela homónima de Manel Loureiro, la cual estaría dirigida por Carles Torrens, escrita por Ángel Agudo y protagonizada por Francisco Ortiz. El rodaje de la película comenzó a finales de mayo de 2023 en Galicia, con José María Yazpik, Berta Vázquez, María Salgueiro, Amalia Gómez, Marta Poveda, Iria del Río, Yuri Mikhaylychenko y Oriol Ruiz confirmados como los otros actores del reparto. Entre las localizaciones del rodaje se incluyen San Adrián de Cobres, Vigo, Pontevedra y Barcelona.

## Lanzamiento y marketing
El 12 de julio de 2024, Prime Video lanzó el teaser tráiler de Apocalipsis Z: El principio del fin y anunció que se estrenaría en la plataforma el 31 de octubre de 2024. Días después, se anunció que, antes de su lanzamiento en streaming, la película tendría su estreno mundial en el Festival de Cine de Sitges el 4 de octubre de 2024. El 8 de octubre de 2024, Prime Video lanzó el tráiler final de la película.